# Kałojanowo (gmina)
Kałojanowo (bułg. Община Калояново) – gmina w południowej Bułgarii, w obwodzie Płowdiw.

## Miejscowości
Miejscowości wchodzące w skład gminy Kałojanowo:
- Begowo (bułg. Бегово),
- Czernozemen (bułg. Черноземен),
- Dołna machała (bułg. Долна махала),
- Duwanlii (bułg. Дуванлии),
- Dyłgo pole (bułg. Дълго поле),
- Gławatar (bułg. Главатар),
- Gorna machała (bułg. Горна махала),
- Iwan Wazowo (bułg. Иван Вазово),
- Kałojanowo (bułg. Калояново) – siedziba gminy,
- Otec Paisiewo (bułg. Отец Паисиево),
- Pesnopoj (bułg. Песнопой),
- Ryżewo (bułg. Ръжево),
- Ryżewo Konare (bułg. Ръжево Конаре),
- Suchozem (bułg. Сухозем),
- Żitnica (bułg. Житница).